# Norwich (Vermont)
Norwich és una població dels Estats Units a l'estat de Vermont. Segons el cens del 2000 tenia 3.544 habitants.

## Demografia
Segons el cens del 2000, Norwich tenia 3.544 habitants, 1.367 habitatges, i 944 famílies. La densitat de població era de 30,6 habitants per km².
Per edats la població es repartia de la següent manera: un 29,3% tenia menys de 18 anys, un 4,9% entre 18 i 24, un 23,6% entre 25 i 44, un 31,3% de 45 a 60 i un 11% 65 anys o més.
L'edat mediana era de 41 anys. Per cada 100 dones de 18 o més anys hi havia 90,1 homes.
La renda mediana per habitatge era de 66.000 $ i la renda mediana per família de 78.178 $. Els homes tenien una renda mediana de 49.350 $ mentre que les dones 33.871 $. La renda per capita de la població era de 35.285 $. Entorn de l'1,5% de les famílies i el 3,8% de la població estaven per davall del llindar de pobresa.